# Dactylopisthoides hyperboreus
Dactylopisthoides hyperboreus är en spindelart som beskrevs av Kirill Yeskov 1990. Dactylopisthoides hyperboreus ingår i släktet Dactylopisthoides och familjen täckvävarspindlar. Inga underarter finns listade i Catalogue of Life.